# ملعب كيريات إليزير
ملعب كيريات إليزير هو ملعب كرة قدم يقع في إسرائيل، يتسع لـ 14002 متفرج. تم وضع حجر الأساس للملعب في 1955. تم افتتاحه في 1955. تم إغلاقه في 2015.

## وصلات خارجية
- الموقع الرسمي